# Parafia św. Jana Chrzciciela w Rdutowie
Parafia św. Jana Chrzciciela w Rdutowie – rzymskokatolicka parafia należąca do dekanatu Krośniewice w diecezji łowickiej.
Erygowana w 1434.
Do parafii należą wierni z miejscowości: Bartoszewice, Bowyczyny, Domaników, Elizanów, Gąsiory, Kocewia Duża, Kocewia Mała, Nowa Wieś, Piotrkówek, Podgajew, Radzyń, Rdutów, Rdutów Nowy, Rycerzew i Turzynów.